# Жан-Луї-Марі Пуазейль
Жан-Луї-Марі Пуазейль (фр. J. L. Poiseuille; 22 квітня 1799, Париж — 26 грудня 1869, там же) — французький медик і фізик, член (1842) Французької медичної академії.

## Біографічні дані
Народився Пузейль у 1799 році і Парижі у сім'ї теслі.
У 1815—1816 роках навчався у Політехнічній школі у Парижі, де отримав ґрунтовні знання з фізики і математики. В 1828 отримав ступінь доктора (тема наукової роботи: «Дослідження міцності серцевої аорти» фр. Recherches sur la force du coeur aortique).
В 1829, 1831, 1835 і 1843 роках нагороджувався медаллю Монтіона за дослідження у фізіології. Був членом низки наукових товариств, переважно медичного спрямування.
Помер Пуазейль у 1869 році в Парижі.
Іменем Пуазейля названо одиницю динамічної в'язкості у системі СГС — (Пуаз), а також, астероїд головного поясу, 12286 Пуазейль (12286 Poiseuille), що був відкритий 8 квітня 1991 року.

## Наукові здобутки
Займався дослідженнями протікання крові людини у тонких судинах. Дослідження проблем кровообігу привело Пуазейля до необхідності проведення гідравлічних досліджень.
Вчений удосконалив прилад для вимірювання кров'яного тиску, вперше застосувавши ртутний манометр (1828), а для запобігання коагуляції використовував соду. За допомогою свого приладу, названого гемодинамометром, показав, що при видиху кров'яний тиск підвищується, а при вдиханні зменшується. Виявив, що при кожному серцевому скороченні артерія розширюється приблизно на 1/23 свого діаметра.
У 1838 на основі дослідів проведених з дистильованою водою експериментально відкрив, в 1840 сформулював, а у 1846 опублікував закон, названий його іменем — закон Пуазейля (відомий також як «закон Гаґена — Пуазейля» — від імені німецького фізика Ґоттгільфа Гаґена котрий відкрив цей закон незалежно у 1839 році). Цей закон дозволив описати стаціонарне ламінарне протікання ньютонівських рідин по трубі сталого круглого перетину.
Пуазейль виміряв також залежність витрати від температури; ці досліди послужили основою винаходу приладу для визначення в'язкості — віскозиметра.
Пізніше Пуазейль провів аналогічні досліди з ефіром і ртуттю. Він встановив, що ефір веде себе так, як вода, а ртуть не підпорядковується відкритому ним закону (лише в 1870 було показано, що протікання ртуті також підкоряється закону Пуазейля, а відхилення, що спостерігалися обумовлювалися амальгамуванням скла).